# Belvosia argentifrons
Belvosia argentifrons är en tvåvingeart som beskrevs av Aldrich 1928. Belvosia argentifrons ingår i släktet Belvosia och familjen parasitflugor. Inga underarter finns listade i Catalogue of Life.